# Heteropoda davidbowie
Heteropoda davidbowie  (лат.) — вид пауков из семейства Sparassidae. Взрослые особи имеют длину около 2 см (самцы от 15,3 до 18,2 мм, самки от 21,3 до 25,3 мм). Тело покрыто ярко-жёлтыми волосками. Распространён в Малайзии.

## Название
Вид в 2008 году описал немецкий биолог Петер Йегер (нем. Peter Jäger), назвав его в честь британского музыканта Дэвида Боуи, название одного из альбомов которого («Взлет и падение Зигги Стардаста и Пауков с Марса», 1972) содержит упоминание пауков. Таким необычным образом немецкий биолог хочет привлечь внимание общественности к проблемам охраны редких пауков.